# 拳銃無頼帖 電光石火の男
『拳銃無頼帖 電光石火の男』（けんじゅうぶらいちょう でんこうせっかのおとこ）は、1960年5月14日に公開された日本の映画である。監督は野口博志。主演は赤木圭一郎。日活制作。

## 概要
拳銃無頼帖シリーズ第2弾。
闇討ちをしてボスの代わりに投獄された丈二が久しぶりの娑婆で、命を狙われかつての興業組織に仕返しをする。

## キャスト
- 丈二：赤木圭一郎
- 圭子：浅丘ルリ子
- 大津昇：二谷英明
- 五郎：宍戸錠
- ジーナ中川：白木マリ（白木万理）
- 金：藤村有弘
- 大津仁作：菅井一郎
- 辰吉：高品格
- 節子：吉永小百合
- 貞夫：杉山俊夫
- 四日市署署長：雪丘恵介
- 麻島均：嵯峨善兵
- ハイライト興業の子分：長弘
- 列車の愚連隊：柳瀬志郎
- 焼き鳥の屋台の親父：二木草之助
- 列車の愚連隊人：二階堂郁夫
- ハイライト興業の子分：黒田剛
- 四日市の刑事：本目雅昭
- ハイライト興業子分：速水脩二
- 大津組組員：玉井謙介
- 四日市の刑事：緑川宏
- 大津組組員：古田祥、今川英司（今川英二）
- ハイライト興業の子分：沢美鶴
- 大津組組員：荒木良平
- 四日市の刑事：山口吉弘
- ハイライト興業子分：志方稔
- キャバレーの外人ダンサー：ロリター・アレックス
- 技斗：高瀬将敏

## スタッフ
- 監督：野口博志
- 企画：浅田健三
- 原作：城戸禮
- 脚本：松浦健郎
- 撮影：永塚一栄
- 照明：河野愛三
- 録音：高橋三郎
- 美術：小池一美
- 音楽：山本直純
- 編集：辻井正則
- 助監督：宮野高
- 製作主任：山野井政則
- 主題歌：赤木圭一郎「野郎泣くねえ!!」（作詞：水木かおる 作曲：藤原秀行）

## 併映作品
『素晴らしき遺産』
- 原作：藤田敏夫 / 脚本：高橋二三 / 監督：春原政久 / 主演：益田喜頓